# Ciudadela de Cascais
La Ciudadela de Cascais es un conjunto de fortificaciones construidas entre los siglos XV y XVII para defender la costa de Cascais y el estuario del río Tajo y para protegerse de los ataques a la capital de Portugal, Lisboa. La ciudadela incorpora tres conjuntos distintos, la torre de Santo António de Cascais, la Fortaleza de Nuestra Señora de la Luz (Nossa Senhora da Luz de Cascais) y la zona del antiguo Palacio Real.

## Historia
La primera construcción de un fuerte en el lugar tuvo lugar entre 1410 y 1415. Se consideró que era necesario mejorarlo, ya que la bahía de Cascais estaba constantemente amenazada por los ingleses. En 1488 se inició la construcción de una torre de estilo medieval en la punta de la Punta de Salmodo, al suroeste de la bahía, bajo las órdenes del rey Juan II de Portugal. El fuerte, conocido como la Torre de Santo António de Cascais, fue diseñado para compartir, con los barcos de artillería y otras dos fortalezas, la resistencia a un posible ataque militar a Lisboa. Los otros fuertes eran la Torre de Belém y el Fuerte de São Sebastião de Caparica, que se encuentran aproximadamente enfrentados en el río Tajo, más cerca de Lisboa. La construcción del fuerte de Nossa Senhora da Luz de Cascais fue ordenada por Felipe I para proporcionar más refuerzos. Se inició en 1594, diseñada por un italiano, el capitán Fratino, siguiendo un inusual diseño triangular que aprovechaba la ya existente Torre de Santo António de Cascais, incorporada como uno de los tres baluartes construidos en la Ciudadela. La fortaleza tenía un patio interior que permitía la comunicación entre los tres baluartes y el acceso a las baterías, los cuarteles y los aljibes. El refuerzo y la ampliación de la Ciudadela se llevaron a cabo posteriormente, hacia 1648, bajo el control del rey Juan IV. La estructura fue objeto de nuevas modificaciones y reparaciones hasta 1755, cuando sufrió daños considerables como consecuencia del terremoto de Lisboa.

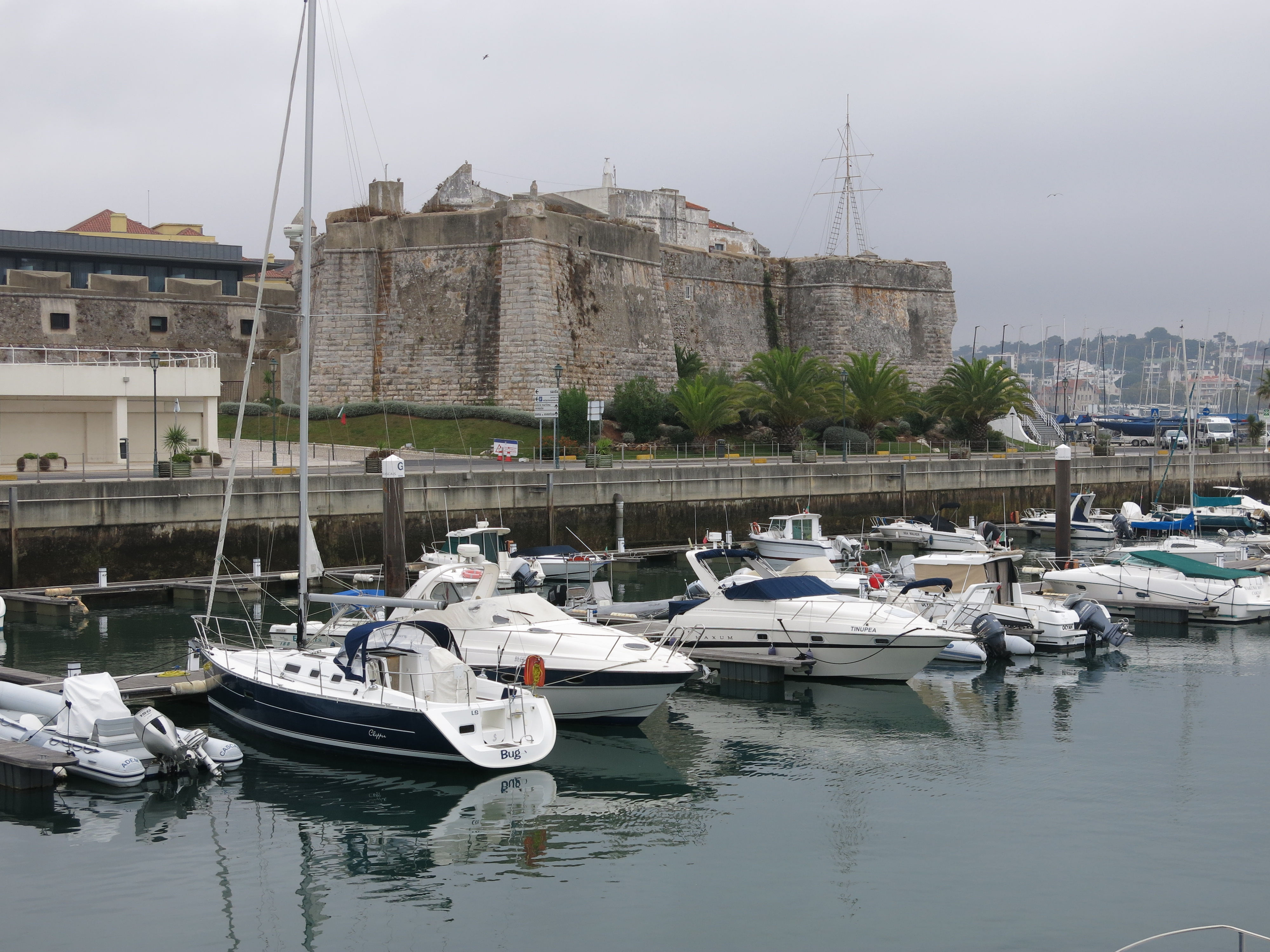
Vista de la Ciudadela desde la Marina

## En la actualidad
En el siglo XIX, el rey Luis I de Portugal ordenó la adaptación de la ciudadela para convertirla en un lugar de descanso y retiro para la familia real y la nobleza y se construyó la zona del palacio real (actualmente un museo). Hasta el regicidio del rey Carlos I en 1908, la familia real pasaba los meses de septiembre y octubre en Cascais. Esto hizo que Cascais se convirtiera en un importante lugar de veraneo para la gente adinerada de Lisboa. En 1878 el complejo fue equipado con las primeras luces eléctricas de Portugal. Mediante un decreto de 1977, el complejo fue clasificado como Bien de Interés Público. Desde entonces ha sido restaurado y se ha incorporado al diseño moderno de los alrededores, proporcionando un impresionante telón de fondo para el nuevo puerto deportivo de Cascais. Se ha construido un hotel en los edificios de la Ciudadela, que ahora también albergan un Centro de Artes (Distrito de las Artes de la Ciudadela).